# Tomé de Sousa
Tomé de Sousa (Rates, 1503–1579) foi um militar e político português, primeiro governador-geral do Brasil, cargo que exerceu de 1549 a 1553.

## Biografia

### Ascendência
Descendente de Martim Afonso Chichorro. Na História Genealógica da Casa Real Portuguesa, tomo XIV, página 1, sobre a origem dos Chichorros diz-se: «Qual fosse a dama em quem el-rei teve este filho, se nos oferece grande dificuldade de o saber». Tampouco se sabe a origem do apelido. Este Martim Afonso era rico-homem e teve o governo de Chaves. A sua última memória é a doação do rei, em 12 de novembro de 1290, à Ordem de Avis, da Igreja de Santa Maria do Castelo de Portalegre. Casou-se com D. Inês Lourenço de Sousa (de Valadares), filha de Lourenço Soares de Valadares, senhor de Tangil, fronteiro-mor de Entre Douro e Minho, e de sua mulher D. Maria Mendes de Sousa (c. 1230 -?), filha de Mem Garcia de Sousa (1200–1275), rico-homem, e de D. Teresa Anes de Lima, em que estava a primogenitura dos Sousas. Martim Afonso Chichorro é o tronco da família dos Sousas da Casa dos Marqueses das Minas.
Tomé de Sousa foi o primogênito de João de Sousa, que seguiu vida eclesiástica, sendo «abade de Rates, sete léguas acima do Porto, onde viveu com bastante dissolução, e pouca memória do seu estado, porque de Mécia Rodrigues de Faria, mulher nobre dos Farias de Barcelos», teve mais de dez filhos (Tomo XIV, obra acima citada, página 249).
Em Rates, Tomé de Sousa foi o primeiro titular da comenda da Ordem de Cristo em 1517, após a desorganização do mosteiro de Rates. Foi comendador de Rates e de Arruda.

## Vida militar
No exército participou de questões internacionais: «Serviu em África, sendo Capitão D. João Coutinho, e se achou com D. António da Silveira quando pelejou com o rei de Fez e desbaratou ao alcaide de Alcácer-Quibir, tomando cinquenta cavalos, deu sobre a aldeia de Gens, que destruiu, matando muitos mouros e cativando outros» (obra citada, página 251). Recebeu em Arzila, recebendo em recompensa, em 1535, o título de fidalgo.
A fim de consolidar o domínio português no litoral, a 7 de Janeiro de 1549 Tomé de Sousa foi nomeado como primeiro governador-geral do Brasil, recebendo Regimento para fundar, povoar e fortificar a cidade de Salvador, na capitania real da Bahia. Manteve-se no cargo até 1553, sucedido por Duarte da Costa. Após seu mandato como governador-geral, em 1553, retornou a Portugal onde ocupou outros importantes cargos públicos.
Diz a obra citada, página 251: «No ano de 1555 passou à Índia, por capitão da nau Conceição, sendo capitão-mor Fernão de Andrade», mas o ano mencionado está errado, pois o autor se diz que voltou ao Reino e no ano seguinte «foi mandado por governador e capitão-general do Brasil» para onde embarcou no 1º de fevereiro de 1549».
De acordo com algumas fontes controversas, era o pai de Garcia d'Ávila.

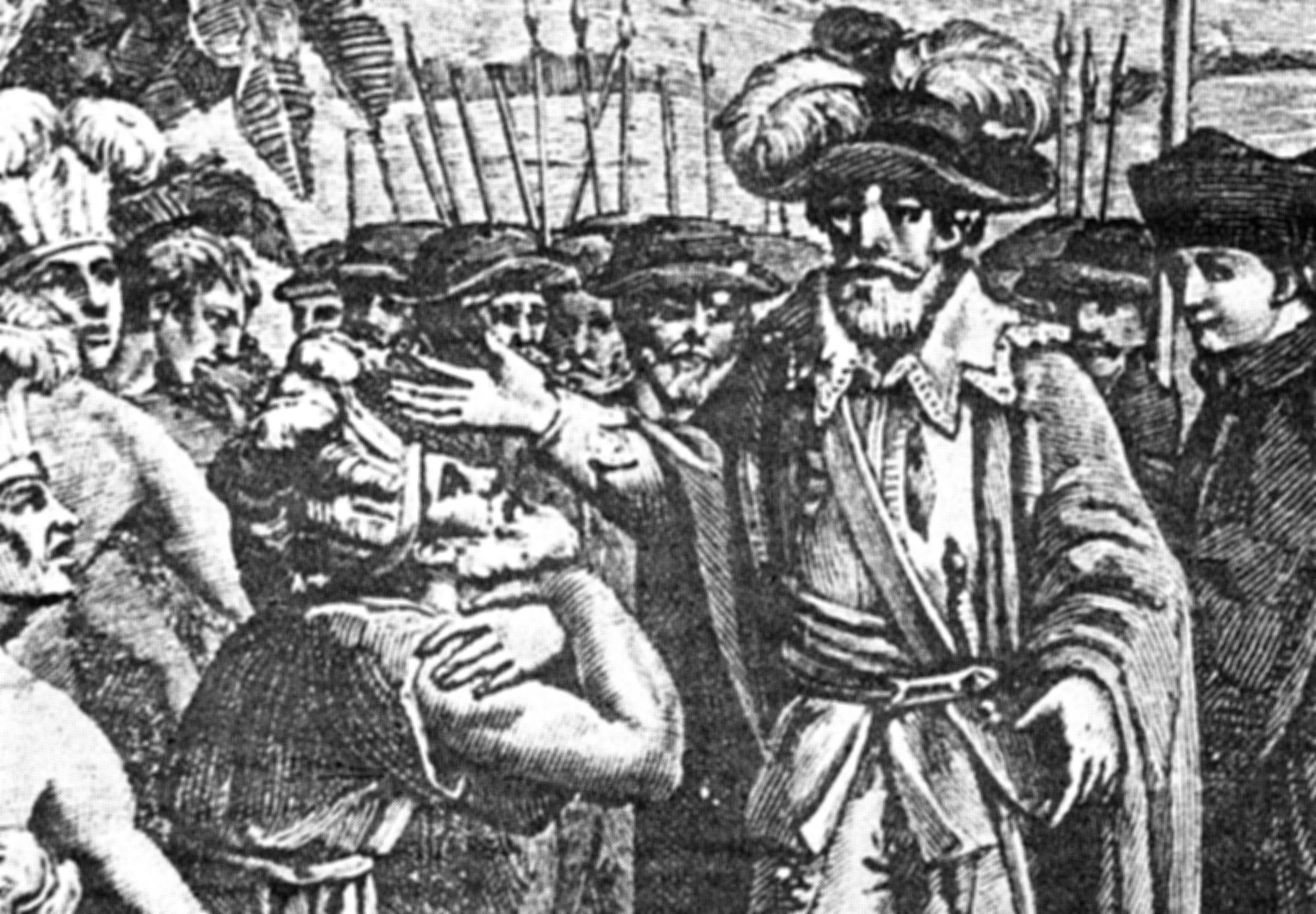
Chegada de Tomé de Sousa à Bahia

## Governador-geral do Brasil
Com exceção de Pernambuco e São Vicente, fracassa a colonização tentada por Portugal pelo método das capitanias hereditárias, usado nas ilhas atlânticas da Madeira e de Cabo Verde. A vinda de Tomé de Sousa como governador-geral foi uma das decisões mais acertadas da metrópole, quando se considera retroativamente o sucesso do povoamento e colonização do Brasil.
A Carta Régia que o nomeou escolhia por sede a capitania da Baía de Todos os Santos, a mais central geograficamente, já tendo sido comprada pela Coroa ao herdeiro do donatário Francisco Pereira Coutinho.
Antecedido por uma leva de colonos, aportou na Bahia em 29 de março de 1549. Vinha com colonos e seis jesuítas, chefiados pelo padre Manuel da Nóbrega, os primeiros mandados ao Brasil, sobre cujo destino tanto mais tarde deviam pesar.

### Regimento

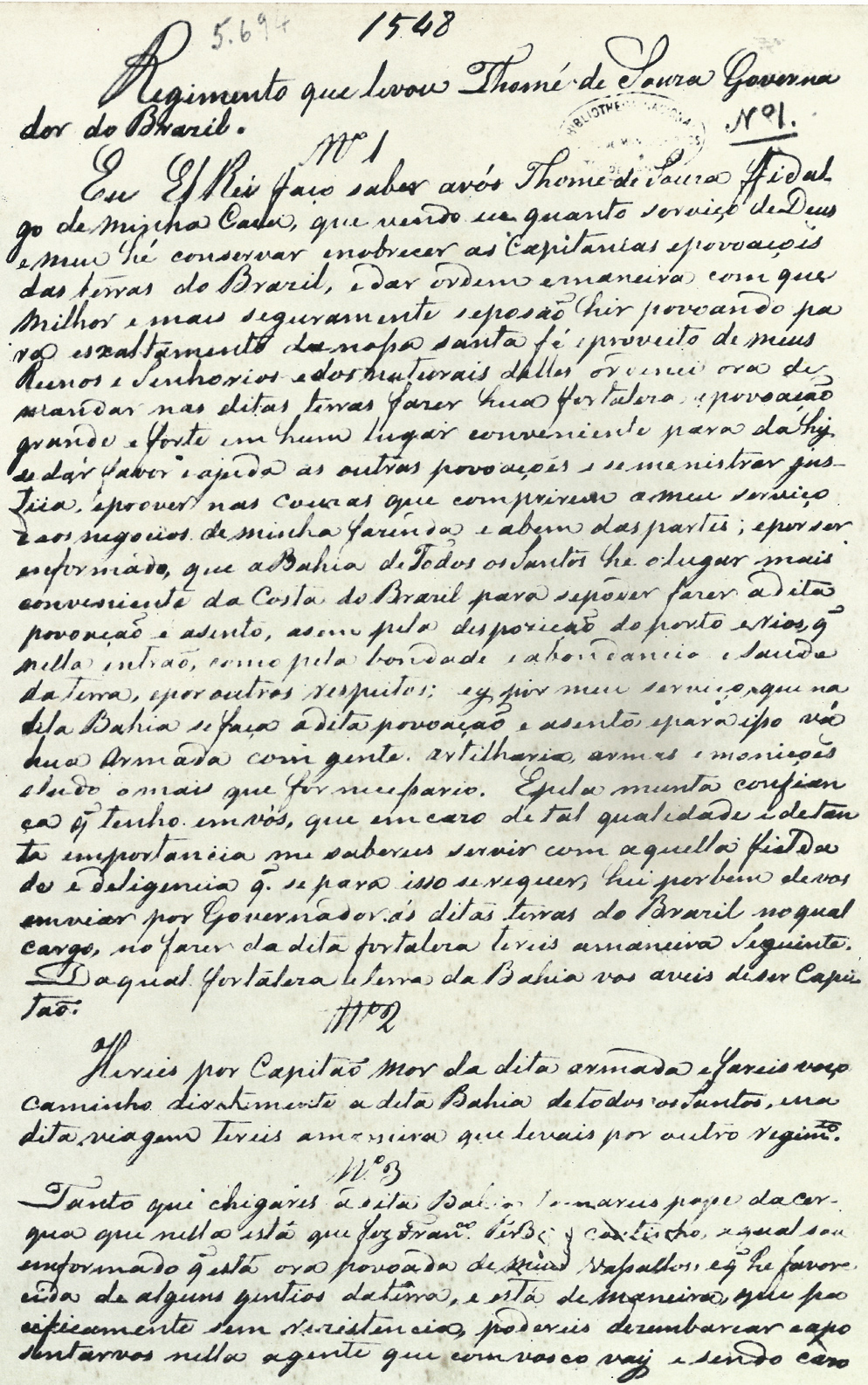
Regimento do Governador-Geral, de 17 de dezembro de 1548, com as regras que Tomé de Souza devia se orientar como Governador-Geral do Brasil.

Criado o governo geral como forma de incrementar a presença estatal portuguesa no Brasil e apoiar os donatários de capitanias, Tomé de Sousa, nomeado governador-geral (1549-1553), trouxe com ele o Regimento de 17 de dezembro de 1548, com orientações precisas sobre a organização do poder público - fazenda, justiça, defesa, fundação de uma capital - e sobre temas relevantes como as relações com os indígenas e sua catequese e o estímulo às atividades agrícolas e comerciais.

#### Conselho deliberativo
Tinha o governador-geral autonomia decisória na maioria dos assuntos. Entretanto, para os temas de maior gravidade, as decisões eram tomadas por uma espécie de conselho formado pelo governador, pelo ouvidor-mor (Pero Borges), responsável pela justiça e pelo Provedor-mor (Antônio Cardoso de Barros), responsável pelos negócios da Fazenda.
Completava o alto escalão o encarregado pela defesa do território, capitão-mor da Costa, cargo ocupado pelo ex-donatário da capitania de São Tomé Pero de Góis, e um alcaide-mor que era o chefe da milícia, ou tropas de segunda linha.

### Na Bahia

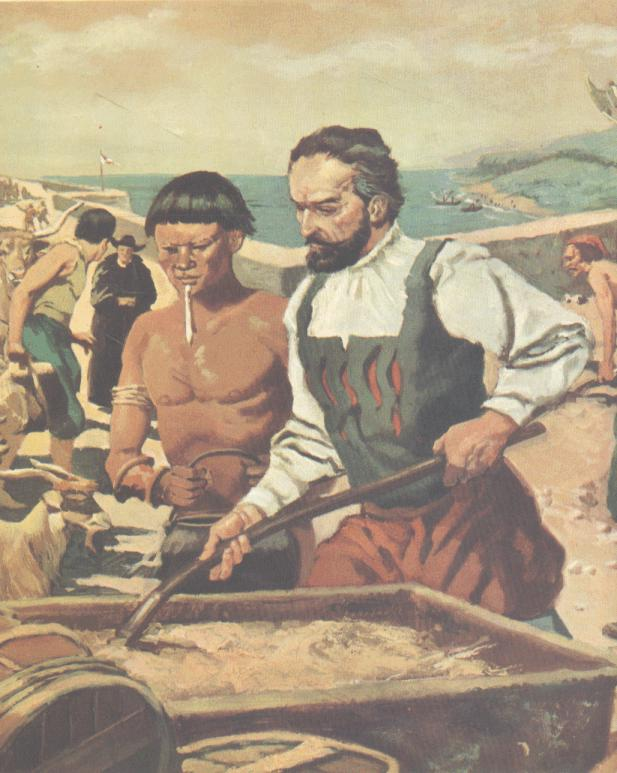
Tomé de Sousa colaborando na construção de Salvador

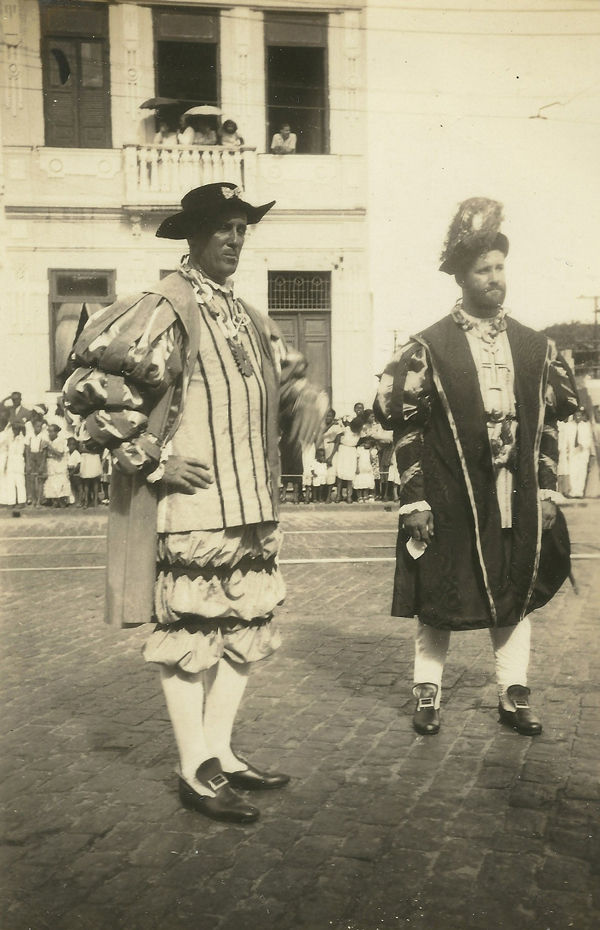
Governador Tomé de Sousa e o mestre de pedrarias Luiz Dias evocados em reconstituição histórica

Quando chegou, segundo o historiador Hélio Viana, Tomé de Sousa mandou que «a fim de realizar uma viagem de correição, o ouvidor-geral Pero Borges e o provedor-mor da Fazenda, António Cardoso de Barros, levados pelo capitão-mor da Costa Pero de Góis, fossem visitar as capitanias de Ilhéus, Porto Seguro, Espírito Santo e São Vicente». Saíram em uma esquadra de duas caravelas e um bergantim.
Este doutor Pero Borges escreveu de Porto Seguro ao governador uma carta em fevereiro de 1550. Horrorizado com o que vê na terra, «bem parecia terra desamparada da vossa justiça», reclama que se ponham como ouvidores homens entendidos, já que não os encontrava na casa do cível. Os tabeliães de Ilhéus e Porto Seguro, os achara sem cartas de ofícios, nenhum tinha livros de querelas, nenhum tinha regimento, alguns serviam sem juramento, «e porque isto é uma pública ladroíce e grande malícia, porque cuidavam que lhe não haviam de tomar nunca conta, viviam sem lei nem conheciam superior, procedo contra eles porque me pareceu pecado no Espírito Santo passar por isto.» É o que conta Varnhagen no primeiro tomo de sua História Geral do Brasil… Reclama ainda o ouvidor: « Há nesta terra muitos homens casados lá no Reino os quais há muitos dias que andam cá e não granjeiam muitos deles ou os mais fazendas, senão estão amancebados com um par ao menos de gentias, fazem pior vida que os mesmos gentios, a estes é por bem por serviço de Nosso Senhor e por na terra que se agora começa a povoar não haver tanto gênero de pecados públicos que os manda ir para suas mulheres, não sendo deles degredados ou que mandam eles por elas. V. A. mande prover».
Talvez por informes assim tão coloridos, o Rei de Portugal mandará perdoar «todos os crimes cometidos antes da chegada do governador-geral, não havendo parte que acuse e residindo o criminoso algum tempo nas povoações. A anistia não abarcava os cinco casos de heresia, sodomia, traição, moeda falsa e morte de homem cristão.»

#### Salvador e Rio de Janeiro
Para instalar a sede do novo governo Tomé de Sousa fundou a cidade do Salvador, onde fez edificar a residência do governador, a Casa da Câmara, a Igreja Matriz, Colégio dos Jesuítas e, aos poucos, outros edifícios.
Tendo, em 1552, procedido a uma inspeção da costa , ficou tão maravilhado com o Rio de Janeiro que escreveu ao rei: "Parece-me que V.A. deve mandar fazer ali uma povoação honrada e boa".
Os jesuítas vindos com o governador e o padre Manuel da Nóbrega haviam iniciado a catequese, como prova carta escrita por Nóbrega da Bahia em 9 de agosto de 1549. Dentre eles, ficou famoso como linguista o padre basco João de Azpilcueta Navarro. Em retrospecto, vê-se que Tomé de Sousa ajudou assim a fundar o primeiro bispado do Brasil, assistiu à fundação do primeiro colégio (o da Companhia de Jesus), deu grande incentivo à agricultura e a pecuária e organizou expedições que saíam pelas matas a procura de metais preciosos, as famosas entradas.

## Descendência
Voltando ao Reino, segundo a «História Genealógica da Casa Real Portuguesa», volume XIV, página 251, «o fez ElRei D. João III Vedor da sua Casa e da Fazenda, e o foi d'el Rei D. Sebastião. (…) No ano de 1573 ainda vivia, porque se acha com a moradia de 300 reis por mês, e alqueire de cevada por dia. Era muito cortesão e entendido. Achando-se velho, obteve para seu genro o cargo de Veador da Casa Real, e se retirou a viver na sua Quinta, onde honrada e filosoficamente viveu alguns anos.
Havendo sido casado com D. Maria da Costa, filha de Lopo Álvares Feio, e de Margarida Vaz da Costa, irmã do Cardeal D. Jorge da Costa».
O seu jazigo, para si e para a esposa, situa-se no convento de Santo António da Castanheira em Vila Franca de Xira .

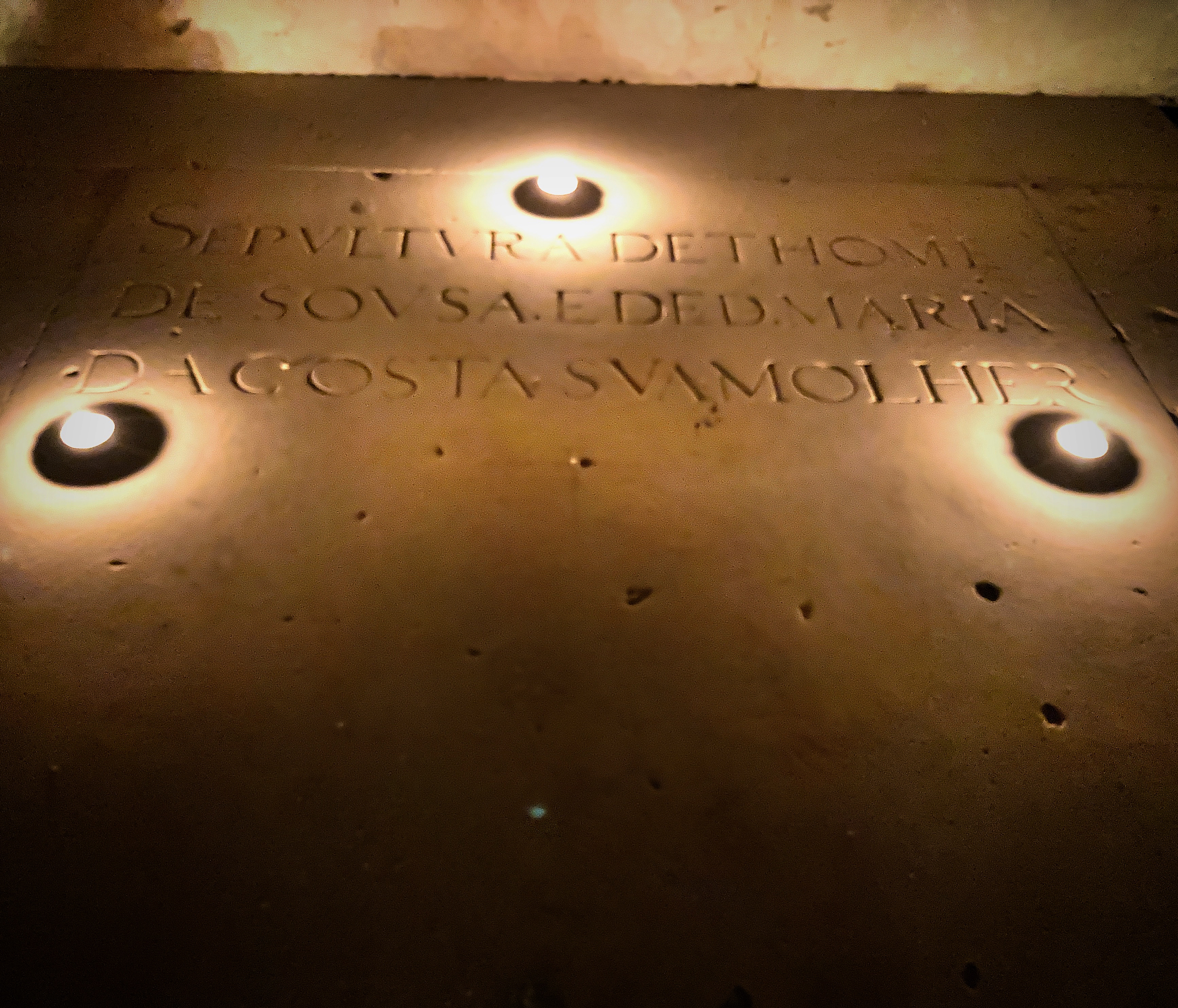
Sepultura de Thome de Sousa

A sua descendência restringiu-se a uma única filha:
1. D. Helena de Sousa, casada com Diogo Lopes de Lima, que não tiveram sucessão.

Por este casamento foi veador da Casa do rei D. Sebastião, Senhor de Castro Daire e do morgado de Airão e Canelas, comendador na Ordem de Cristo, que acabou morto na batalha de Alcácer Quibir em 1578.
Ele era parente, do lado paterno, dos Visconde de Vila Nova de Cerveira. O bisavô D. Fernão de Lima e o avô homónimo tinham sido alcaides-mores de Guimarães e o pai, D. Fernando de Lima Pereira, aventurara-se ao serviço do Estado da Índia, não olhando à sua condição de herdeiro do senhorio de Castro Daire, chegando a ser nomeado para a capitania de Goa e ocupando a de Ormuz, em cujo exercício faleceu no ano de 1539.
Tomé de Sousa também doou a Garcia d'Ávila, que segundo algumas fontes seria seu filho, catorze léguas de terras de sesmaria que lhe haviam sido outorgadas pelo rei Dom Sebastião. Tais terras originaram a Casa da Torre, maior latifúndio das Américas.